# Lee Seung-woo
Dans ce nom, le nom de famille, Lee, précède le nom personnel.
Lee Seung-woo (en coréen : 이승우), né le 6 janvier 1998 à Suwon en Corée du Sud, est un footballeur international sud-coréen, évoluant au poste d'attaquant à Jeonbuk Hyundai Motors.

## Biographie

### Carrière en club
À l'âge de douze ans, Lee a attiré l'attention du FC Barcelone après avoir terminé meilleur buteur de la Danone Nations Cup, l'un des plus prestigieux tournois de football junior. Cet événement l'a conduit à rejoindre le club espagnol. Lee a progressé dans ses rangs des jeunes, marquant régulièrement et remportant des récompenses de meilleur joueur lors de plusieurs tournois ; ses réalisations lui ont valu la réputation d'être l'un des meilleurs talents de La Masia.
Lee et huit autres joueurs de l'académie de La Masia ont été interdits pour infraction aux règles d'éligibilité des jeunes de la FIFA, après quoi le club a été empêché de recruter pendant une ou deux saisons. Jusqu'à l'âge de 18 ans le 6 janvier 2016, Lee Seung-woo n'avait pas le droit de disputer des rencontres officielles avec le Barça.
Le 31 août 2017, Lee a rejoint le club italien Hellas Vérone pour un contrat de quatre ans, pour un montant de 1,5 million d'euros. Barcelone conserve l'option de le racheter jusqu'en 2019 pour un montant non divulgué,.
Le 24 septembre 2017, Lee a fait ses débuts en Serie A pour Vérone en seconde période contre la Lazio Rome. Puis, il a finalement inscrit son premier but professionnel, le 6 mai 2017, lors de la 36e journée du championnat contre l'AC Milan (défaite 4-1). Hellas est relégué en Serie B.

### Carrière internationale
Il fait ses débuts internationaux avec les moins de 16 ans lors des qualifications du Championnat d'Asie des moins de 16 ans, où il inscrit un quadruplé contre le Laos.
En avril 2014, il est finaliste du Tournoi de Montaigu. Il est nommé dans l'équipe type du tournoi. Puis, en septembre 2014, il est finaliste du Championnat d'Asie des moins de 16 ans de 2014. Il joue cinq rencontres, et inscrit cinq buts. Il termine meilleur buteur, et également est nommé meilleur joueur du tournoi.   
Il est sélectionné en sélection sud-coréenne des moins de 17 ans pour la Coupe du monde des moins de 17 ans de 2015 qui se déroule au Chili. Il joue trois rencontres. Il est ensuite retourné en Corée du Sud pour s'entraîner avec le club de deuxième division le Suwon FC jusqu'en janvier 2016, quand il a eu 18 ans et a pu participer aux rencontres officiels du FC Barcelone.
Puis, il est sélectionné en sélection sud-coréenne des moins de 20 ans pour la Coupe du monde des moins de 20 ans de 2017. Lors du mondial junior organisé dans son pays natal, il joue quatre rencontres, et inscrit deux buts contre la Guinée et l'Argentine.
Il est convoqué pour la première fois en équipe de Corée du Sud par le sélectionneur national Shin Tae-yong, pour un match amical contre le Honduras le 28 mai 2018. Il commence la rencontre comme titulaire, et sort du terrain à la 85e minute de jeu, en étant remplacé par Park Joo-ho. Le match se solde par une victoire de 2-0.
Le 2 juin 2018, il fait partie de la liste des 23 joueurs sud-coréens sélectionnés pour disputer la Coupe du monde de 2018 en Russie. Il dispute deux matchs de poule.
Le 6 janvier 2019, le sélectionneur de la Corée du Sud, Paulo Bento, décide de le convoquer pour la Coupe d'Asie 2019 afin de pallier la blessure de Na Sang-ho.  

## Statistiques
| Saison                | Club                  | Championnat           | Championnat | Championnat | Coupe(s) nationale(s) | Coupe(s) nationale(s) | Corée du Sud | Corée du Sud | Total | Total |
| Saison                | Club                  | Division              | M.          | B.          | M.                    | B.                    | M.           | B.           | M.    | B.    |
| 2015-2016             | FC Barcelone B        | Segunda División B    | 1           | 0           | -                     | -                     | -            | -            | 1     | 0     |
| 2017-2018             | Hellas Vérone         | Serie A               | 14          | 1           | 2                     | 0                     | 6            | 0            | 22    | 1     |
| 2018-2019             | Hellas Vérone         | Serie B               | 10          | 1           | 1                     | 0                     | -            | -            | 11    | 1     |
| 2019-2020             | Saint-Trond VV        | Première Division A   |             |             |                       |                       | -            | -            | 0     | 0     |
| 2020-2021             | Saint-Trond VV        | Première Division A   |             |             |                       |                       | -            | -            | 0     | 0     |
| 2020-2021             | Portimonense (Prêt)   | Liga Portugal NOS     |             |             |                       |                       | -            | -            | 0     | 0     |
| 2021-2022             | Saint-Trond VV        | Première Division A   |             |             |                       |                       | -            | -            | 0     | 0     |
| Total sur la carrière | Total sur la carrière | Total sur la carrière | 25          | 2           | 3                     | 0                     | 6            | 0            | 34    | 2     |